# Minot (Côte-d’Or)
Minot ist eine französische Gemeinde mit 188 Einwohnern (Stand 1. Januar 2022) im Département Côte-d’Or in der Region Bourgogne-Franche-Comté. Sie gehört zum Kanton Châtillon-sur-Seine und zum Arrondissement Montbard.
Nachbargemeinden sind Saint-Broing-les-Moines im Nordwesten, Bure-les-Templiers im Norden, Beneuvre im Nordosten, Fraignot-et-Vesvrotte im Osten, Salives im Südosten, Échalot im Süden, Étalante im Südwesten und Moitron im Westen. 

## Bevölkerungsentwicklung
| Jahr                       | 1962 | 1968 | 1975 | 1982 | 1990 | 1999 | 2008 | 2015 |
| -------------------------- | ---- | ---- | ---- | ---- | ---- | ---- | ---- | ---- |
| Einwohner                  | 348  | 359  | 349  | 285  | 240  | 229  | 250  | 189  |
| Quellen: Cassini und INSEE |      |      |      |      |      |      |      |      |

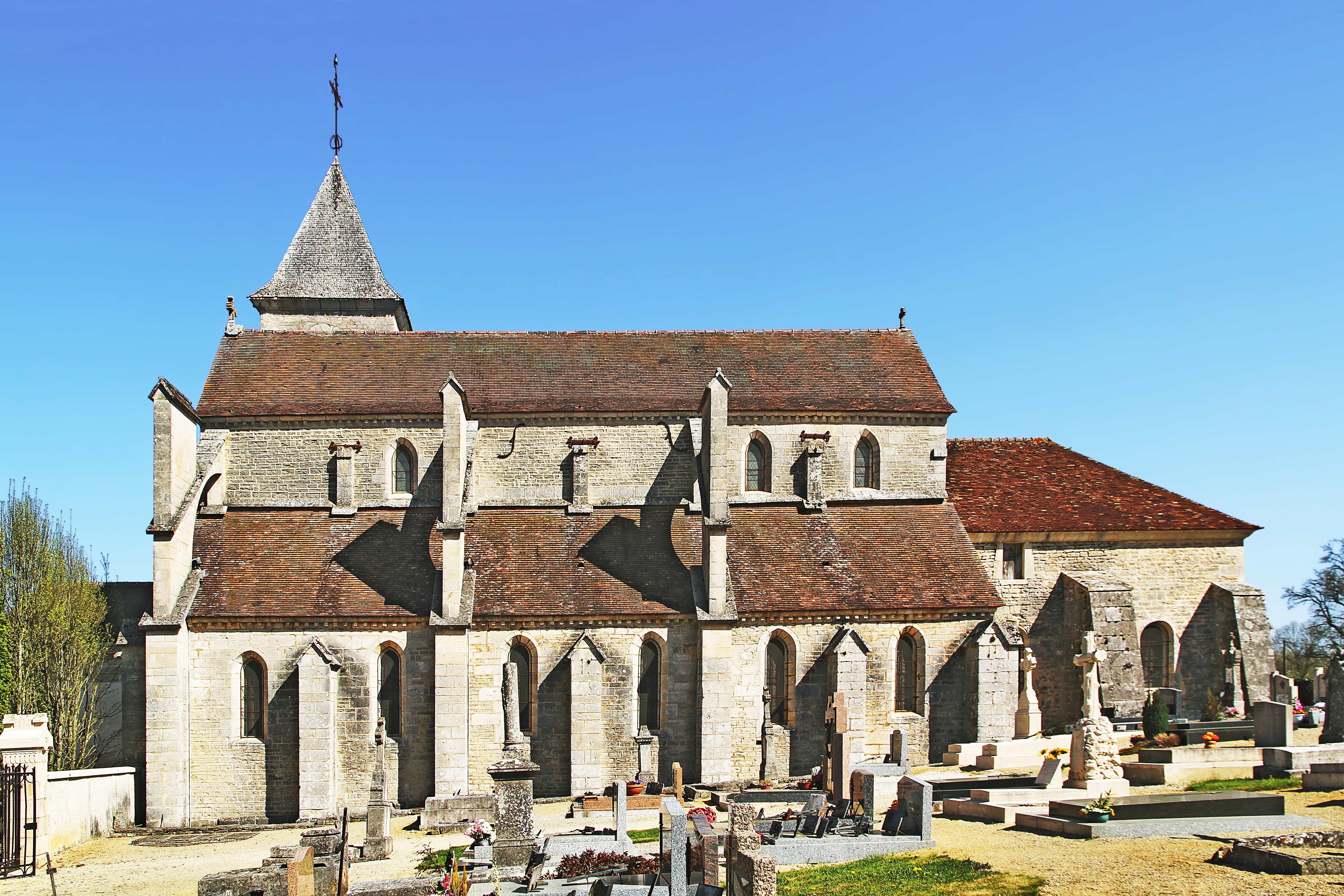
Kirche Saint-Pierre, Monument historique seit 1941
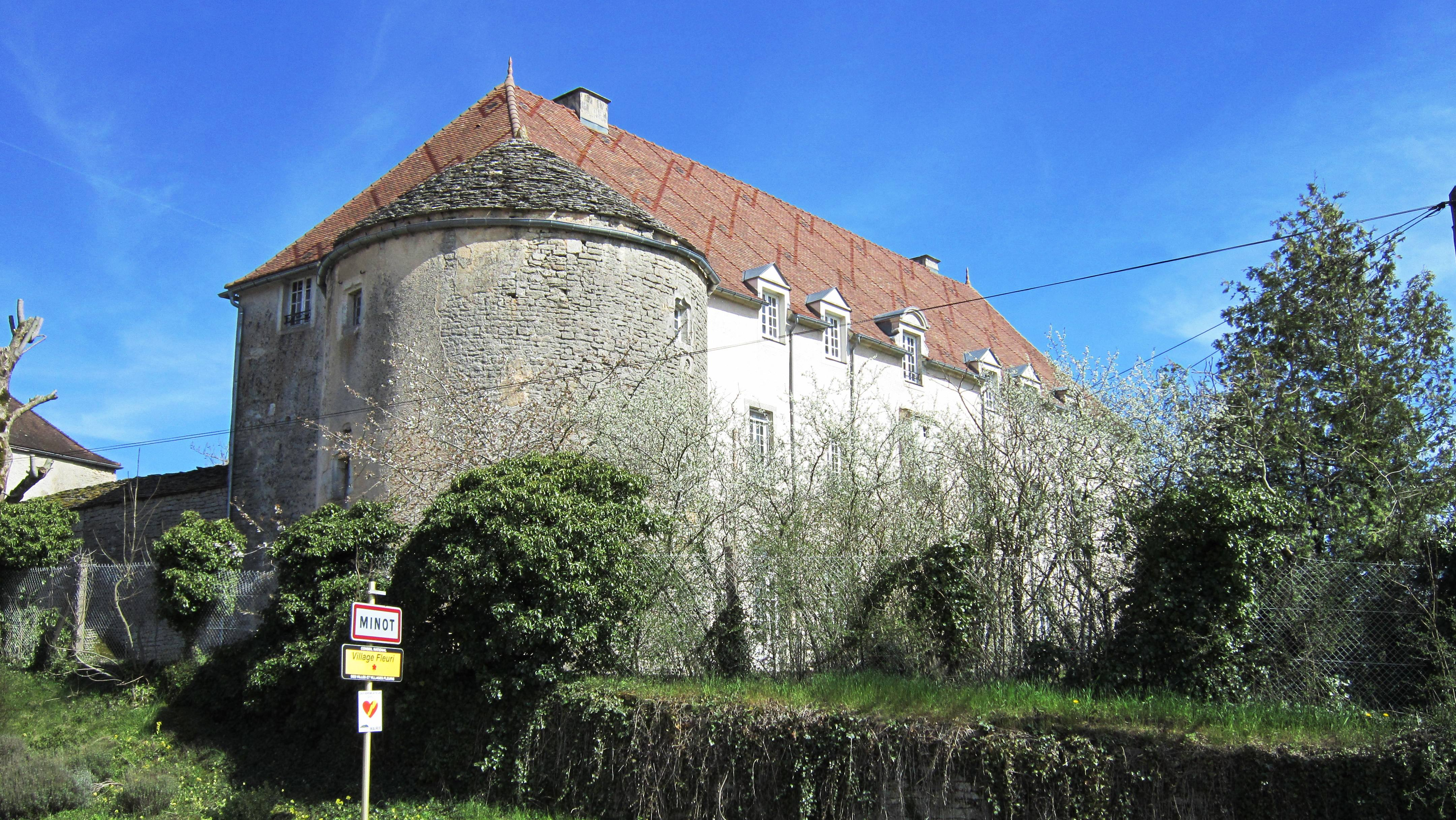
Schloss von Minot